# Sun Xiang
Dans ce nom chinois, le nom de famille, Sun, précède le nom personnel.
Pour les articles homonymes, voir Sun.
Sun Xiang (chinois : 孙祥) (né le 15 janvier 1982 à Shanghai en Chine) est un joueur de football international chinois, qui évolue au poste de défenseur.

## Biographie

### Carrière en club
Alors prêté au PSV Eindhoven durant la saison 2006-2007, Sun Xiang rentre sur le terrain à la 65e minute de jeu lors du match aller des huitièmes de finales de Ligue des Champions face à Arsenal. Cela fait de lui le premier chinois de l'Histoire à participer à un match de Ligue des Champions.

### Carrière en sélection
Avec l'équipe de Chine, il dispute 69 matchs (pour 5 buts inscrits) depuis 2002. Il figure notamment dans le groupe des sélectionnés lors des Coupes d'Asie des nations de 2004 et de 2007.

## Palmarès
| Shanghai Shenhua - Championnat de Chine (1) : - Champion : 2002. |  | PSV Eindhoven - Championnat des Pays-Bas (1) : - Champion : 2006-07. |  | Austria Vienne - Coupe d'Autriche (1) : - Vainqueur : 2008-09. |

 Guangzhou Evergrande
- Championnat de Chine (4) :
  - Champion : 2011, 2012, 2013 et 2014.

- Championnat de Chine D2 (1) :
  - Champion : 2012.

- Supercoupe de Chine (1) :
  - Vainqueur : 2012.

- Ligue des champions (1) :
  - Vainqueur : 2013.